# Dircenna xanthophane
Dircenna xanthophane är en fjärilsart som beskrevs av Carl Heinrich Hopffer 1874. Dircenna xanthophane ingår i släktet Dircenna och familjen praktfjärilar. Inga underarter finns listade i Catalogue of Life.